# Balanites
Blanites es un género de plantas con flores de la familia de las Zygophyllaceae. Comprende 58 especies descritas y de estas, solo 10 aceptadas.

## Descripción
Son árboles o arbustos de las regiones tropicales (no estadounidense). La especie más conocida es Balanites aegyptiaca.

## Taxonomía
El género fue descrito por Alire Raffeneau-Delile y publicado en Journal of Botany, British and Foreign 66: 141. 1928. La especie tipo es: Balanites aegyptiaca (L.) Delile

## Especies aceptadas
A continuación se brinda un listado de las especies del género Balanites aceptadas hasta mayo de 2015, ordenadas alfabéticamente. Para cada una se indica el nombre binomial seguido del autor, abreviado según las convenciones y usos.	
- Balanites aegyptiaca (L.) Delile
- Balanites angolensis (Welw.) Mildbr. & Schltr.
- Balanites glabra Mildbr. & Schltr.
- Balanites maughamii Sprague
- Balanites pedicellaris Mildbr. & Schltr.
- Balanites rotundifolia (Tiegh.) Blatt.
- Balanites roxburghii Planch.
- Balanites triflora Tiegh.
- Balanites wilsoniana Dawe & Sprague
- Balanites wilsonianus Dawe & Sprague